# Хронологія рекордів Європи з бігу на 400 метрів серед жінок (коротка доріжка)
Рекорди Європи з бігу на 400 метрів у приміщенні серед жінок визнаються Європейською легкоатлетичною асоціацією з-поміж результатів, показаних європейськими легкоатлетками в приміщенні, за умови дотримання встановлених вимог.
Рекорди Європи з бігу на 400 метрів у приміщенні фіксуються з 1987.

## Хронологія рекордів
| Час                                 | Атлетка             | Місто    | Дата       | Примітки          |
| ----------------------------------- | ------------------- | -------- | ---------- | ----------------- |
| 49,59                               | Ярміла Кратохвілова | Мілан    | 07.03.1982 |                   |
| 49,26                               | Фемке Бол           | Апелдорн | 19.02.2023 | [ 1 ] [ 2 ] [ 3 ] |
| 49,17                               | Фемке Бол           | Глазго   | 02.03.2024 | [ 4 ]             |
| 1 рік, 22 дні від дати встановлення |                     |          |            |                   |